# Groß Ippener
Groß Ippener là một đô thị thuộc huyện Oldenburg bang Niedersachsen, Đức. Đô thị này có diện tích 28,06 km².